# Wolfgang Hofmann
Wolfgang Hofmann (n. 30 martie 1941, Köln, Germania Nazistă – d. 12 martie 2020, Köln, Germania) a fost un judocan ce a reprezentat Germania, medaliat olimpic. A participat la o ediție a Jocurilor Olimpice (1964) în care a câștigat o medalie de argint.

## Participări
Lista de mai jos prezintă principalele competiții la care a participat Wolfgang Hofmann de-a lungul carierei.
- judo at the 1964 Summer Olympics – men's 80 kg[*]